# Euphyia subangulata
Euphyia subangulata är en fjärilsart som beskrevs av Otto Staudinger 1897. Euphyia subangulata ingår i släktet Euphyia och familjen mätare. Inga underarter finns listade i Catalogue of Life.